# گوردز
گوردز (به فرانسوی: Gordes) یک کمون در جنوب شرقی فرانسه است که در دپارتمان وکلوز و در ناحیه‌ پروانس-آلپ-کوت دازور واقع شده‌است. گوردز ۴۸٫۰۴ کیلومتر مربع مساحت دارد ۳۷۳ متر بالاتر از سطح دریا واقع شده‌است.

## خواهرخوانده
شهر بورنم خواهرخواندهٔ گوردز هست.